# Lista över verk av Isaac Grünewald
Lista över verk av Isaac Grünewald, som upptar ett urval av Isaac Grünewalds målningar.
| Bild | Titel                                                             | År           | Teknik                  | Format (cm)  | Samling                               |
| ---- | ----------------------------------------------------------------- | ------------ | ----------------------- | ------------ | ------------------------------------- |
|      | Självporträtt                                                     | 1904         | olja på duk             | 51 × 32,5    | Moderna museet                        |
|      | Självporträtt 17 år                                               | 1906         | olja på duk             |              | Prins Eugens Waldemarsudde, Stockholm |
|      | Flickan i trädgårdssoffan, Arild                                  | 1908         | olja på duk             | 100 × 116    | Moderna museet                        |
|      | Konstnärskamrater (Sigfrid Ullman, Knut Janson, Birger Simonsson) | 1909         | olja på duk             |              | Prins Eugens Waldemarsudde, Stockholm |
|      | Damporträtt (Porträtt av fru Ise Morssing)                        | 1910         | olja på trä             |              | Prins Eugens Waldemarsudde, Stockholm |
|      | Porträtt av fru Ise Morssing                                      | 1910         | olja på duk             | 100 × 73     | Thielska galleriet, Stockholm         |
|      | Ise Morssing i blomsterhatt                                       | 1910         | olja på pannå           |              | privat ägo                            |
|      | Cassis en morgon                                                  | 1911         | olja och blyerts på duk |              | Prins Eugens Waldemarsudde, Stockholm |
|      | Utsikt över Cassis sur mer                                        | 1911         | olja på duk             |              | Prins Eugens Waldemarsudde, Stockholm |
|      | Porträtt av Ludvig Nordström                                      | 1912         | olja på duk             | 100 × 81     | Thielska galleriet, Stockholm         |
|      | Damporträtt                                                       | 1912         | olja på duk             | 49 × 33      | Moderna museet                        |
|      | Vid det runda bordet                                              | 1912         | olja på duk             | 74 × 101     | Moderna museet                        |
|      | Vattenspeglingar. Motiv från Kornhamnstorg                        | 1912         | olja på duk             |              | Prins Eugens Waldemarsudde, Stockholm |
|      | Självporträtt                                                     | 1912         | olja på duk             |              | privat ägo                            |
|      | Dam med muff                                                      | 1912         |                         | 81 x 63      | privat ägo                            |
|      | Från Berzeli park                                                 | 1913         | olja på duk             |              | privat ägo                            |
|      | Karl Johans Torg, Stockholm                                       | 1914         | olja på duk             | 65 x 64      | Nasjonalmuseet, Oslo                  |
|      | Riddarholmskyrkan                                                 | 1914         | olja på duk             | 116,4 x 89,6 | Nasjonalmuseet, Oslo                  |
|      | Det flaggas i hamnen                                              | 1914         |                         |              | Stockholms stads konstsamling         |
|      | På balkongen                                                      | 1915         | olja på duk             |              | Borås konstmuseum                     |
|      | Violinisten                                                       | 1915         | olja på duk             |              | Jönköpings länsmuseum                 |
|      | Lyftkranen                                                        | 1915         | olja på duk             | 150 × 98     | Moderna museet                        |
|      | Iván vid fåtöljen                                                 | 1915         | olja på duk             | 85 × 64,5    | Moderna museet                        |
|      | Självporträtt                                                     | 1915         | olja på duk             | 55,5 x 50,5  | Nationalmuseum, Stockholm             |
|      | Axel Enström (1875-1948), kommerseråd, professor                  | 1915         | olja på duk             | 117 x 89     | Nationalmuseum, Stockholm             |
|      | Det sjungande trädet                                              | 1915         | olja på duk             |              | Norrköpings konstmuseum               |
|      | I fantasins värld                                                 | 1915 (cirka) | olja på duk             |              | Prins Eugens Waldemarsudde, Stockholm |
|      | Det röda draperiet                                                | 1915         | olja på duk             |              | privat ägo                            |
|      | Huvud med rosa ljus                                               | 1915         | olja på duk             |              | privat ägo                            |
|      | Författarinnan Ulla Bjerne                                        | 1916         | olja på duk             | 200 × 100    | Moderna museet                        |
|      | Sigrid med den svarta stolen                                      | 1916         | olja på duk             |              | privat ägo                            |
|      | Kvinna i blå klänning (Sigrid Hjertén)                            | 1916–1917    | olja på duk             |              | privat ägo                            |
|      | Det blå köket                                                     | 1917         | olja på duk             | 130 x 170    | Helsingborgs museum                   |
|      | Nina i gul sweater                                                | 1917         | olja på duk             |              | Norrköpings konstmuseum               |
|      | Blixten, Fanö                                                     | 1917         | olja på duk             |              | Norrköpings konstmuseum               |
|      | Tjurfäktning                                                      | 1917         | olja på duk             |              | Norrköpings konstmuseum               |
|      | Utsikt över Stockholm                                             | 1917         | olja på duk             | 65,5 × 54,3  | Statens Museum for Kunst, Köpenhamn   |
|      | Utsikt över Stallgården mot Kastellholmen                         | 1917         | olja på duk             |              | privat ägo                            |
|      | Fiolspelaren                                                      | 1918         | olja på duk             |              | Malmö konstmuseum                     |
|      | Kosacken                                                          | 1918         | olja på duk             | 129,5 x 85   | Nationalmuseum, Stockholm             |
|      | Porträtt av Tollie Zellman                                        | 1919         | olja på duk             |              | Malmö konstmuseum                     |
|      | Det gula parasollet                                               | 1919         | olja på duk             |              | Prins Eugens Waldemarsudde, Stockholm |
|      | Konstnären Jules Pascin                                           | 1921         | olja på duk             | 81 x 65      | Göteborgs konstmuseum                 |
|      | Kock                                                              | 1924         | olja på duk             | 100 × 81     | Moderna museet                        |
|      | Frukosten                                                         | 1925 (före)  | olja på duk             | 65 x 81      | Göteborgs konstmuseum                 |
|      | Utsikt från ateljéfönstret                                        | 1925 (före)  | olja på pannå           | 41 x 32,5    | Göteborgs konstmuseum                 |
|      | Självporträtt                                                     | 1926         | olja på duk             |              | Bonniers porträttsamling              |
|      | Nils Wohlin, 1881-1948                                            | 1929         | olja på duk             | 99 x 81      | Nationalmuseum, Stockholm             |
|      | Sigrid Hjertén (1885-1948), konstnär, gift med Isaac Grünewald    | 1931         | olja på duk             | 100 x 81     | Nationalmuseum, Stockholm             |
|      | Porträtt av prins Eugen                                           | 1932         | olja på duk             |              | Bonniers porträttsamling              |
|      | Carl Palme, 1879-1960                                             | 1934         | olja på masonit         |              | Nationalmuseum, Stockholm             |
|      | Märta vid flygeln                                                 | 1934         | olja på duk             |              | privat ägo                            |
|      | Katarinavägen                                                     | 1935         | olja på duk             | 60 x 73      | Nasjonalmuseet, Oslo                  |
|      | Blomsterstilleben                                                 | 1935         | olja på trä             |              | Prins Eugens Waldemarsudde, Stockholm |
|      | Röd cineraria                                                     | 1937         |                         |              | Prins Eugens Waldemarsudde, Stockholm |
|      | Självporträtt                                                     | 1937         |                         |              |                                       |
|      | Amaryllis och apelsiner                                           | 1938         | olja på duk             |              | privat ägo                            |
|      | Venus i blomsterfönstret                                          | 1939         | Olja på duk             | 95 x 65,5    | Länsmuseet Gävleborg                  |
|      | En högsommardag                                                   | 1939         | olja på duk             |              | privat ägo                            |
|      | Den blå ateljédörren                                              | 1943         | olja på duk             | 65 x 54      | Helsingborgs museum                   |
|      | Huset i eftermiddagssol                                           | 1943         | olja på duk             |              | privat ägo                            |
|      | Utsikt över Slussen                                               | utan årtal   | olja på duk             | 73 x 54,5    | Göteborgs konstmuseum                 |
|      | Blommor och frukter                                               | utan årtal   | olja på pannå           | 55 x 46      | Göteborgs konstmuseum                 |
|      | Självporträtt i uniform                                           | utan årtal   | olja på kartong         | 62 x 50,5    | Göteborgs konstmuseum                 |
|      | Självporträtt                                                     | utan årtal   |                         |              | Malmö konstmuseum                     |
|      | Ateljéutsikt över Gamla stan                                      | utan årtal   | olja på duk             |              | Prins Eugens Waldemarsudde, Stockholm |
|      | Inne och ute, Saint Aubin                                         | utan årtal   | olja på duk             | 99 x 63,5    | Örebro läns museum                    |